# Nina Meert
Nina Meert is een modeontwerpster in de Belgische modewereld.
Meert groeide op in Parijs waar ze drama volgde aan de Cours Cochet waar ze samen met Bernard Giraudeau, Fabrice Luchini, André Dussollier en Arielle Dombasle zat.
Tussen 1972 en 1978 werkt ze voor verschillende mode-ontwerpers zoals Emilio Pucci, Jean Cacharel en Daniel Hechter. Als autodidact werkt ze aan haar eigen lijn in linnen en brengt deze in 1978 uit. Ze vestigde zich in de Rue de Florence te Brussel (stad) en kan leveren aan Rinascente en Jesurum (Italië), Galeries Lafayette en Printemps (Frankrijk) en Bon Génie (Zwitserland) en maakt kledij voor koningin Paola en Margaretha van Liechtenstein.
In 1987 opende ze ook een winkel in de Rue de Varenne te Parijs, maar verschijnt ook in andere winkels zoals Harrods (Londen) en Bloomingdale's (New York).
Ze ligt aan de basis van het gouden eendje, de prijs om modeontwerpen in België te promoten.
Ze wint zelf uiteindelijk ook twee keer de Fil d’Or te München in 1987 en te Monte Carlo in 1989.

## Defilés[1]
- Milaan, Colletie Ines de la Fressange.
- Grand Prix van Formule 1 te Monte-Carlo,
- Circuit Spa Francorchamps,
- Louvre te Parijs, 1994, mode voor getrouwde vrouwen
- Musée du Cinquantenaire à Bruxelles, 1996
- Eiffeltoren te Parijs, 1997
- Grand Prix de Diane à St Cloud, Paris, 1999
- Palais des Beaux Arts à Bruxelles 1999, ” La femme Spirale”
- 2000, collectie “Le package”
- Parijs en Brussel, 2002, collectie “Maille”
- Cultureelcentrum en Casino te Knokke Zoute, 2004
- Koninklijke Museum van Amsterdam, 2004, Lotus peintes et calligraphiées la main.
- l’UNESCO à Paris, 2005, unesco defile
- Palais noble te Brussel, 2006
- Tour en Taxis Brussel, 2006, "Elégance et Prestige"
- Bal de France, 2007,
- Tour en Taxis Brussel, 2008
- galerie Pascal Polar te Knokke Zoute, 2009, collectie "les baigneuses"
- 2009, collectie "Midi Minuit"